# Anthomyia quinquevirgata
Anthomyia quinquevirgata este o specie de muște din genul Anthomyia, familia Anthomyiidae. A fost descrisă pentru prima dată de Padelle în anul 1900.
Este endemică în Germania. Conform Catalogue of Life specia Anthomyia quinquevirgata nu are subspecii cunoscute.